# Densitat de píxels

El quadrat mostrat a dalt mesura 200 píxels per 200 píxels. Per determinar el PPP d'un monitor, mesuri l'amplada i alçada, en polzades, del quadrat, com es mostra en un monitor donat. Dividint-se 200 per l'amplada o alçada mesurades dona respectivament el PPP horitzontal o vertical del monitor, en la resolució de pantalla actual. Nota: pot no aplicar-se als dispositius mòbils.

Píxels per polzada (Pixels per inch o PPI en anglès) o densitat de píxels és una mesura de la resolució de dispositius en diferents contextos; típicament, pantalles d'ordinador, escàners d'imatge, i sensors d'imatge de càmeres fotogràfiques digitals.
«PPP» també pot descriure la resolució en píxels d'una imatge que s'imprimirà en un espai determinat. Per exemple, es pot dir que una imatge de 100×100 píxels que s'imprimeix en un quadrat d'1 polzada té 100 punts per polzada (DPI en anglès). Utilitzat d'aquesta manera, el mesurament és significatiu quan s'imprimeix una imatge. Fotografies de bona qualitat en general requereixen 300 punts per polzada quan impreses.

## Monitors d'ordinador
El PPP d'una pantalla d'ordinador té a veure amb la mida de la pantalla en polzades i el nombre total de píxels en les direccions horitzontal i vertical. Aquesta mesura es refereix sovint com punts per polzada, tot i que aquesta expressió es refereix més acuradament a la resolució d'una impressora.
Per exemple, una pantalla de 15 polzades (38 cm), les dimensions de la qual funcionen a 12 polzades (30,48 cm) d'ample per 9 polzades (22,86 cm) d'alt, capaç d'un màxim de 1024×768 píxels de resolució (o XGA), pot mostrar al voltant de 85 PPP, tant en sentit horitzontal com en vertical. Aquesta xifra es determina dividint l'ample (o alçada) de l'àrea de la pantalla en píxels per l'amplada (o alçada) de l'àrea de la pantalla en polzades. És possible que les mesures de PPP horitzontals i verticals d'una pantalla siguin diferents (per exemple, un típic monitor CRT de proporció 4:3 mostrant una pantalla de 1280×1024 píxels a la mida màxima, que és una relació de 5:4, no exactament el mateix que 4:3). El PPP aparent d'un monitor depèn de la resolució de la pantalla (és a dir, el nombre de píxels) i la mida de la pantalla en ús; un monitor en mode 800x600 té un PPP menor que té el mateix monitor en una resolució de 1024×768 o 1280×960 píxels.
La distància entre punts d'una pantalla d'ordinador determina el límit absolut de la densitat de píxels possible. Típicament, al voltant de l'any 2000, va ser de 67-130 PPP als monitors CRT i LCD.
Els monitors LCD IBM T220/T221 comercialitzats de 2001 a 2005 arribaven a 204 PPP.
El Toshiba Portégé G900 amb Windows Mobile 6 Professional, llançat a mitjans de 2007, venia amb un LCD de 3″ WVGA que tenia densitat de píxels de «qualitat d'impressió» (313 PPP).
L'abril de 2007, Sony va llançar la càmera digital Cyber-shot DSC-G1 amb un LCD de 3,5" anomenat «Xtra Fine»; va exhibir 921K píxels, fent-ho una pantalla de 395 PPP, amb cada píxel corresponent aproximadament a 64,2 micres.
El gener de 2008, Kopin Corp va anunciar un LCD SVGA de 0,44" (1,12 cm) amb una sorprenent densitat de píxels de 2272 PPP (cada píxel només 11¼ μm). Segons el fabricant, la pantalla LCD va ser dissenyada per ser ampliada òpticament i així produir una imatge vívida; per això s'esperava que trobés ús en dispositius òptics d'alta resolució.
El juny de 2010, Apple Inc va anunciar i va llançar l'iPhone 4, amb el seu LCD «Retina Display» amb 326 PPP (960×640, 3½" de diagonal, cada píxel només 78 micres).
S'ha observat que l'ull humà generalment no pot distingir els detalls més enllà de 300 PPP; però, aquesta xifra depèn tant de la distància entre l'espectador i la imatge, i l'agudesa visual de l'espectador. Pantalles modernes tenen densitats de més de 300 PPP; combinades amb les seves àrees d'exhibició no reflexives, brillants, uniformement il·luminades i interactives, poden atreure molt més àmpliament als usuaris que les millors impressions disponibles en paper. Tals tecnologies de visualització de tan alta densitat farien l'antiàliasing obsolet, permeterien gràfics WYSIWYG veritables i, a més, pavimentarien el camí cap a l'esquiva era de «l'oficina sense papers». Per a la perspectiva, tal dispositiu amb una pantalla de 15" (38 cm) hauria de mostrar més de quatre pantalles Full HD (o resolució WQUXGA).
L'especificació de densitat PPP d'una pantalla és també útil per calibrar un monitor amb una impressora. El programari pot utilitzar la mesura de PPI per mostrar un document a «mida real» a la pantalla.

## Càlcul de PPP de monitors
En teoria, el PPP es pot calcular a partir de conèixer la mida diagonal de la pantalla en polzades i la resolució en píxels (amplada i alçada). Això es pot fer en dos passos:
1. Calcular la resolució diagonal en píxels usant el teorema de Pitàgores:
{\displaystyle d_{p}={\sqrt {w_{p}^{2}+h_{p}^{2}}}}
2. Calcular el PPP:
{\displaystyle PPP={\frac {d_{p}}{d_{i}}}}
on
- {\displaystyle d_{p}} és la resolució diagonal en píxels,
- {\displaystyle w_{p}} és la resolució d'amplada en píxels,
- {\displaystyle h_{p}} és resolució d'alçada en píxels i
- {\displaystyle d_{i}} és la mida diagonal en polzades. (Aquest és el nombre anunciat com la mida de la pantalla.)

Per exemple, per a una pantalla de 20" (50,8 cm) amb una resolució de 1680x1050 punts, tenim 99,06 PPP; per una típica pantalla de netbook de 10,1" amb una resolució de 1024x600 punts, tenim 118 PPP.
Tingueu en compte que aquests càlculs no són molt precisos. Sovint, les pantalles anunciades com «de X polzades» poden tenir les seves dimensions físiques reals d'àrea visible diferents; per exemple:
- Monitor HP LP2065 de 20" (50,8 cm) - àrea visible de 20,1" (51 cm)[11]

## Escàners i càmeres
«PPP» o «densitat de píxels» també pot ser usat per descriure la resolució d'un escàner. En aquest context, el PPP és sinònim de mostres per polzada.
En la fotografia digital, la densitat de píxels és el nombre de píxels dividit per l'àrea del sensor. Una rèflex digital típica de 2011 tindrà 1-4,5 MP/cm²; una càmera compacta normal tindrà 20-60 MP/cm². Per exemple, la «Sony Alpha 55» té 16,2 megapíxels en un sensor APS-C amb 4,5 MP/cm², pel que fa a una compacta com la «Sony Cybershot DSC-H70» compta amb 16,2 megapíxels en un 1/2.3" amb sensor de 60 MP/cm². Interessant, com es pot veure aquí, la càmera professional té un PPP menor que de la compacta, perquè té fotodíodes més grans a causa de tenir sensors molt més grans.

## Versió mètrica
La indústria de publicació digital utilitza sovint «píxels per centímetre» en lloc de «píxels per polzada». Això es deu perquè tots els països del món (amb excepció de tres) utilitzen el sistema mètric decimal.